# Семеж
Семеж (пол. Siemierz) — село в Польщі, у гміні Рахані Томашівського повіту Люблінського воєводства. Населення — 313 осіб (2011). Розташоване на Закерзонні (в історичному Надсянні).

## Історія
За даними етнографічної експедиції 1869—1870 років під керівництвом Павла Чубинського, у селі здебільшого проживали римо-католики, меншою мірою — греко-католики, які розмовляли польською мовою.
У 1975—1998 роках село належало до Замойського воєводства.

## Демографія
Демографічна структура станом на 31 березня 2011 року:
|          | Загалом | Допрацездатний вік | Працездатний вік | Постпрацездатний вік |
| -------- | ------- | ------------------ | ---------------- | -------------------- |
| Чоловіки | 167     | 25                 | 111              | 31                   |
| Жінки    | 146     | 21                 | 63               | 62                   |
| Разом    | 313     | 46                 | 174              | 93                   |